# Inger Söderholm
Inger Elisabeth Söderholm, född 18 december 1953 i Sofia församling i Stockholm, är en svensk jurist som var lagman i Attunda tingsrätt från 2010 till 2019.
Söderholm utnämndes till rådman i Stockholms tingsrätt 4 december 1997. Hon utnämndes till lagman i Attunda tingsrätt 25 mars 2010.